# 名護市立大宮中学校
名護市立大宮中学校（なごしりつ おおみやちゅうがっこう）は、沖縄県名護市宮里七丁目にある市立中学校。

## 通学区域
大宮小学校(大南四丁目7～11番、字宮里、字為又、字宇茂佐1700～1710番地)、大北小学校(大西、大北一～三丁目、四丁目1番、4番、16～18番、19番7～37号、20番、22番1～2号、五丁目1～10番、字名護4980～5252番地を除く。)

## 著名な出身者
- 辻恵子（2014年ミス・ユニバース・ジャパン）
- 仲村来唯也（プロ野球選手）
- パッション屋良（お笑い芸人）
- 比嘉祐介（プロサッカー選手）